# Wendemark (Altmärkische Wische)
Wendemark ist ein Ortsteil der Gemeinde Altmärkische Wische im Landkreis Stendal in Sachsen-Anhalt.

## Geographie

### Lage
Wendemark, ein Marschhufendorf, liegt im Norden der Altmark in der Wische am Flüsschen Tauber Aland nahe der Elbe. Die Kleinstadt Werben (Elbe) ist nur vier Kilometer entfernt. Durch Wendemark führt die Straße der Romanik.

### Ortsteilgliederung
Zum Ortsteil Wendemark gehören das Dorf Wendemark und 10 Wohnplätze (kleinere Ansiedlungen):
- Burchardshof
- Butterhof
- Delkerhof
- Elendhof[3] oder Elendshof,[4] wohl identisch mit dem Bielefeldshof, einem v. Goldbeckschen Lehnhof zwischen Pfarre und Neu Goldbeck[5]
- Engelshof, 1928 auch Rittergut See[6]
- Neu Goldbeck, 1889 Neu Goldbeck,[7] 1928 Freigut Neugoldbeck[6], davor: Seehof
- Parishof, früher auch Rittergut Paris, 1889 Gut Bielefelde oder Paris-Wendemark,[7] 1928 auch Rittergut Bieldefelden[6]
- Roggehof
- Wiesenhof
- Wöllmerstift (auch irrtümlich Wolmirstift geschrieben), früher Freihof des Johann Falck[5]
- Barfeldshof, ein Ackerhof mit einem Haus (Gut Räbel), gehörte ursprünglich zu Räbel, ab 1868 zur Gemeinde Wendemark. Er wurde auf Karten nicht besonders ausgewiesen, da er ein Bestandteil der Gemeinde Räbel war, zu der er noch 1928 gehörte.[8][6] 1889 Barfelshof genannt,[7] da im Jahr 1682 Curt Barfels den vormals von Krugeschen Hof als Lehen erhielt.[9]

## Geschichte

### Mittelalter bis 20. Jahrhundert
Im Jahre 1309 wird ein Conradus dictus de Wentmarke als Zeuge in einer Urkunde aufgeführt.
Die erste Erwähnung des Dorfes Wendemark stammt aus dem Jahr 1322 als in uilla wentmarc. Heinrich von Wendemark verkaufte eine Getreidehebung aus Lichterfelde.
Aus dem gleichen Jahr stammt die Erwähnung des Pfarrers Heinrich als Dominus Hinricus, plebanus in wentmarke.
Weitere Nennungen sind 1329 in villa, que dicitur Wendemark, 1542 Wendemarck und 1687 Wendemarck. 1804 werden Dorf und Gut Wendemark mit Windmühle und Krug genannt, die aus 4 Teilen bestehen.

### Herkunft des Ortsnamens
Abgeleitet aus den Namen 1322 wentmarc, 1329 wentmarke, 1437 wentmargke erkannte Heinrich Sültmann zwei Wortstämme, das althochdeutsche oder mittelhochdeutsche: „wend“ für Grenze oder einen Personenname wie Winid, Windo, Wende, Winito, sowie „marke“ für Grenze oder Grenzland.

### Eingemeindungen
Ober- und Unter-Wendemark gehörten bis 1807 zum Seehausenschen Kreis und Paris- und Vorwerk-Wendemark zum Arneburgischen Kreis. Danach kam Wendemark bis 1813 zum Kanton Werben im Königreich Westphalen, ab 1816 kam es in den Kreis Osterburg, den späteren Landkreis Osterburg in der preußischen Provinz Sachsen.
Am 25. Juli 1952 wurde die Gemeinde Wendemark in den Kreis Seehausen umgegliedert. Am 2. Juli 1965 wurde sie dem Kreis Osterburg zugeordnet. Am 1. Februar 1974 ist die Gemeinde Wendemark in die Stadt Werben eingemeindet worden. Am 1. Mai 1984 erfolgte die Ausgliederung aus Werben, Wendemark war wieder eine Gemeinde.
Bis zum 31. Dezember 2009 war Wendemark eine selbständige Gemeinde mit den Wohnplätzen Burchardshof, Delkerhof, Elendshof, Engelshof, Parishof, Roggehof, Wiesenhof und Wolmirstift und gehörte der jetzt aufgelösten Verwaltungsgemeinschaft Seehausen (Altmark) an.
Durch einen Gebietsänderungsvertrag haben die Gemeinderäte der Gemeinden Falkenberg, Lichterfelde, Neukirchen (Altmark) und Wendemark beschlossen, dass ihre Gemeinden aufgelöst und zu einer neuen Gemeinde mit dem Namen Altmärkische Wische vereinigt werden. Dieser Vertrag wurde vom Landkreis als unterer Kommunalaufsichtsbehörde genehmigt und trat am 1. Januar 2010 in Kraft.

### Einwohnerentwicklung
| Jahr | Einwohner |
| ---- | --------- |
| 1734 | 133       |
| 1775 | 151       |
| 1789 | 181       |
| 1801 | [00]257   |
| 1818 | [00]255   |
| 1840 | 506       |

| Jahr | Einwohner |
| ---- | --------- |
| 1864 | 557       |
| 1871 | 442       |
| 1885 | 339       |
| 1892 | [0]415    |
| 1895 | 346       |
| 1900 | [0]451    |

| Jahr | Einwohner |
| ---- | --------- |
| 1905 | 391       |
| 1910 | [0]441    |
| 1925 | 575       |
| 1939 | 472       |
| 1946 | 862       |
| 1964 | 612       |

| Jahr | Einwohner |
| ---- | --------- |
| 1971 | 554       |
| 1993 | 379       |
| 2006 | 234       |
| 2008 | [00]226   |
| 2011 | [00]218   |
| 2012 | [00]224   |

| Jahr | Einwohner |
| ---- | --------- |
| 2014 | [00]232   |
| 2020 | [00]200   |
| 2021 | [00]195   |
| 2022 | [0]205    |
| 2023 | [0]204    |

Quelle, wenn nicht angegeben, bis 2006:

## Religion
Die evangelische Kirchengemeinde Wendemark, die früher zur Pfarrei Wendemark bei Werben an der Elbe gehörte, wird heute vom Pfarrbereich Seehausen im Kirchenkreis Stendal im Bischofssprengel Magdeburg der Evangelischen Kirche in Mitteldeutschland betreut.
Die ältesten überlieferten Kirchenbücher für Wendemark stammen aus dem Jahre 1645.
Das Flüsschen Aland, das früher mitten durchs Dorf führte und nach Osten in die Elbe floss, bildete die Grenze zwischen den Bistümern Verden und Halberstadt. Das Gebiet westlich des Alands gehörte zu Verden und was östlich davon lag, zu Halberstadt. Daher gehörten Ober- und Nieder-Wendemark bis in die Mitte des 19. Jahrhunderts zum Kirchenkreis Seehausen, der jenseits des Alands gelegene Halberstädter Teil zum Kirchenkreis und zur Parochie Werben.

## Politik

### Bürgermeister
Der letzte Bürgermeister der Gemeinde Wendemark war Karsten Reinhardt.

### Wappen
Blasonierung: „In Rot ein schräger silberner Wellenbalken, nach der Figur begleitet von oben drei fächerartig gestellten goldenen Eichenblättern mit einer Eichel und unten dem Oberteil eines goldenen Bischofsstabes mit in einer Eichel auslaufender und hervorsprießenden kleinen Eichenblättern verzierter Krümme.“
Es war Beschluss der Gemeinde, die besondere Situation des Ortes am Grenzfluss zwischen den beiden Bistümern Verden und Halberstadt im Wappen auszudrücken. So symbolisiert der silberne Wellenbalken die Aland, der Bischofsstab die Bistumsgrenze und die Eichenblätter nehmen Bezug auf die natürliche Umgebung der Gemeinde. Die sogenannte Krümme des Bischofsstabes, die in der Praxis verschiedenartig verziert ist, wurde im Wappen von Wendemark mit Eichenblättern bestückt, um eine grafische Beziehung zu den oben befindlichen Eichenblätter zu bilden.
Das Wappen wurde vom Magdeburger Kommunalheraldiker Jörg Mantzsch gestaltet und am 4. März 2009 durch den Landkreis genehmigt.
Die Farben Wendemarks sind abgeleitet von den Tinkturen der Symbolik = Gold (Gelb) und dem Schild = Rot.

### Flagge
Die Flagge ist rot-gelb-rot (1:4:1) gestreift (Querformat: Streifen waagerecht verlaufend, Längsformat: Streifen senkrecht verlaufend) und mittig mit dem Gemeindewappen belegt.

## Kultur und Sehenswürdigkeiten
- Die evangelische Dorfkirche Wendemark war ursprünglich ein frühgotischer Backsteinbau, der im Dreißigjährigen Krieg zerstört wurde. Die Kirche wurde 1663 wieder errichtet und 1719 erweitert. Der frühere massive Backsteinturm bildet das Fundament für den erst 1738 errichteten Fachwerkturm.[29]
- Auf dem Kirchhof befindet sich der alte Friedhof.
- Im Jahre 1958 wurde am südlichen Ortsausgang nach Parishof ein neuer Friedhof mit einer Leichenhalle geschaffen.[30]
- In Wendemark stehen ein Denkmal für die Kriegstoten des Ersten Weltkriegs (eine viereckige Stele) und ein Gedenkstein.[31]

## Verkehrsanbindung
In Wendemark zweigt die Straßenverbindung von Werben (Elbe) kommend in eine Süd- und eine Nordquerung der Wische jeweils nach Seehausen (Altmark) ab.

## Persönlichkeiten
- Karl Ludwig Kannegießer (1781–1861), deutscher Gymnasiallehrer, Schriftsteller und Übersetzer, geboren in Wendemark
- Friedrich Wilhelm Marpurg (1718–1795), deutscher Musiktheoretiker, -kritiker und -historiker der Aufklärung, geboren in Wendemark (Altmark)

## Sage aus Wendemark
Hanns H. F. Schmidt erzählt im Jahre 1994 die Sage „Das Wunderbuch“: Ein Herr in Wendemark besaß eine Reihe Bücher. Ein wertvolles Buch hatte er an ein Lesepult zimmern lassen. Ein junger Mann in seinen Diensten las in seiner Abwesenheit in dem Buch, als plötzlich Kröten, Schlangen, Molche, Marder mit Fischschuppen und anderes Getier in das Zimmer kamen. Ein schwarzer Ritter in einem Schrank riet ihm, den Text rückwärts zu lesen. Das tat er und damit verschwanden die Tiere wieder. Lühe übermittelt 1908 die Sage als „Das Bannbuch zu Wedemark“. Hier löst jedoch der Buchbesitzer den Zauber auf, in dem er den Text rückwärts nochmals liest.